# Dysdaemonia auster
Dysdaemonia auster är en fjärilsart som beskrevs av Felder 1874. Dysdaemonia auster ingår i släktet Dysdaemonia och familjen påfågelsspinnare. Inga underarter finns listade i Catalogue of Life.